# Galaxy Leader
Le Galaxy Leader est un roulier construit en 2002 à Gdynia, en Pologne. Le navire navigue pour la compagnie japonaise Nippon Yusen Kaisha (affrètement coque nue à long terme vraisemblablement) et appartient à Ray Shipping, une société en partie détenue par l'homme d'affaires israélien Abraham Ungar,.

## Caractéristiques
Le navire est propulsé par un moteur diesel Sulzer 7-cylindres à deux temps de type 7RTA-62U d'une puissance de 15 540 kW, entraînant une hélice. Il est équipé de trois générateurs, alimentés par deux moteurs diesel MAN de type 7L28/32H et un moteur diesel MAN de type 6L28/32H, pour la production d'électricité ; ainsi qu'un générateur de secours entraîné par un autre moteur diesel de type MAN D 2866. Le navire est équipé d'un propulseur d'étrave à entraînement électrique. Le Galaxy Leader dispose de deux rampes de chargement, dont l'arrière a une capacité de 120 tonnes. La seconde rampe, de capacité inférieure, est située au milieu du navire à tribord. Le navire dispose de six ponts reliés entre eux par des rampes. La capacité est d'environ 4 500 unités équivalentes à une voiture.

## Construction et carrière
Le navire, portant le numéro de chantier 8213/1, est construit au chantier naval Stocznia Gdynia à Gdynia, en Pologne, en 2002. La pose de la quille a lieu le 5 novembre 2001 et il est lancé le 18 mai 2002. Le navire est achevé le 26 juin 2002. Son navire-jumeau est le Global Leader ; les deux navires sont gérés par STAMCO Ship management situé au Pirée, en Grèce.

### Détournement en 2023
Le 19 novembre 2023, le Galaxy Leader est en transit entre Körfez (Turquie) et Gujarat (Inde) lorsqu'il est abordé et détourné par les Houthis en mer Rouge, près de la ville portuaire yéménite de Hodeida,,. Le propriétaire enregistré du navire est Galaxy Maritime Ltd., une société enregistrée sur l'île de Man, et son État du pavillon est les Bahamas ; au moment de sa saisie, le navire était affrété par la compagnie maritime japonaise Nippon Yūsen KK,.
Au moins dix pirates houthis armés utilisent un hélicoptère militaire Mil Mi-17 saisi au gouvernement yéménite pour monter à bord du navire. Après avoir capturé le navire, ceux-ci l'amènent à Al-Hodeïda,. À bord du Galaxy Leader se trouvent 25 membres d’équipage, dont 17 originaires des Philippines ; d'autres membres d'équipage viennent de Bulgarie (dont le capitaine et le second), d'Ukraine, du Mexique et de Roumanie,. Selon la société de gestion des risques maritimes Ambrey, l'abordage est sophistiqué et porte les caractéristiques d'une opération de type iranien. Les Houthis enregistrent leur attaque sur vidéo et diffusent les images le lendemain,, utilisant l'abordage comme propagande.
Un responsable américain de la défense déclare à l'Associated Press en novembre 2023 que les pirates de l'air semblent avoir été formés par une armée professionnelle, peut-être celle de l'Iran. L'assistance opérationnelle et de renseignement iranien a facilité les attaques des Houthis contre des navires commerciaux en mer Rouge, annonce le gouvernement américain en décembre 2023. Le gouvernement iranien nie cependant toute implication,.
Les Houthis prennent en otage les 25 membres d'équipage et transforment le navire en une attraction touristique. Après le transfert du navire à Hodeidah, les Yéménites sont amenés (en bateau à moteur) à bord pour des visites ; certains prennent des selfies pendant que des Yéménites (armés de fusils) patrouillent sur le pont,; des influenceurs yéménites sont vus en train de danser et des graffitis pro-Hamas sont également griffonnés à bord du navire.
Le détournement du Galaxy Leader, ainsi qu'une série d'attaques de drones et de missiles houthis contre des navires marchands dans le détroit de Bab-el-Mandeb qui se jette dans la mer Rouge, menacent les routes maritimes mondiales. Cela conduit au lancement, en décembre 2023, de l'opération Prosperity Guardian, une opération multilatérale regroupant dix pays afin de protéger le transport maritime dans la région,. L'effort, qui se déroule sous les auspices de la Force opérationnelle combinée 150 des forces maritimes combinées, est dirigé par les États-Unis, avec la participation du Royaume-Uni, de Bahreïn, du Canada, de la France, de l'Italie, des Pays-Bas, de la Norvège, des Seychelles et de l'Espagne.

#### Sort de l'équipage
Le sort des otages n’est pas rendu public. Galaxy Maritime appelle à la libération de ses 25 membres d'équipage, affirmant qu'ils « n'ont aucun lien » avec la guerre en cours entre Israël et le Hamas, et que « rien ne peut être obtenu par leur détention prolongée ». L'armateur ajoute que les membres de l'équipage ont eu des « contacts modestes » avec leurs familles et qu'ils sont traités « aussi bien qu'on peut s'y attendre dans les circonstances ». Lors d'une assemblée de l'Organisation maritime internationale, les États-Unis, les Bahamas et le Japon condamnent le détournement du Galaxy Leader et les actes des Houthis menaçant la liberté de navigation ; les pays demandent la libération inconditionnelle du capitaine et de l'équipage du navire. Selon le Département d'État américain, cette saisie constitue « une violation flagrante du droit international ».
Le 22 janvier 2024, alors que la situation se poursuit, Arsenio Dominguez (en), secrétaire général de l'Organisation maritime internationale, prononce un discours d'ouverture de la 10e session du sous-comité de l'OMI sur la conception et la construction des navires, attirant l'attention sur la situation de l'équipage du Galaxy Leader et appelant à la libération immédiate du navire et de son équipage,.
Selon un communiqué du porte-parole des Houthis Nasr Al-Din Amer en mars 2024, le groupe n'a « aucune revendication personnelle concernant ce navire ». Le Galaxy Leader et son équipage auraient été remis au Hamas et aux brigades Al-Qassam. Une équipe du Comité international de la Croix-Rouge leur rend visite pour la première fois le 12 mai 2024.
Les 25 marins sont finalement libérés le 22 janvier 2025 et transférés à Oman après avoir passé 430 jours en captivité à la suite de leur capture en novembre 2023 en mer Rouge. Cette libération fait suite à la mise en œuvre d’un cessez-le-feu à Gaza, désormais dans sa phase initiale, et à une récente annonce des Houthis (soutenus par l’Iran) indiquant une réduction des attaques contre la navigation en mer Rouge. Cependant, le groupe maintient qu’il continuera à cibler les navires ayant des liens avec Israël jusqu’à ce que toutes les conditions du cessez-le-feu soient réunies.

### Bombardements en 2025
Le 16 mars 2025, le poste de pilotage est visé par un bombardement américain.
Trois frappes aériennes américaines ont touché le navire le 28 avril 2025 d'après le média Al-Masirah, lié aux Houthis.
Le 6 juillet, le Galaxy Leader est attaqué par Israël. Les Houthis auraient installé à bord un système radar utilisé pour suivre les navires dans l'espace maritime international.